# Тамирлан Козубајев
Тамирлан Козубајев (Бишкек, Киргистан, 1. јул 1994) је киргистански фудбалер, који тренутно наступа за Јагодину и репрезентацију Киргистана.

## Каријера
Каријеру почиње у својој домовини. 2014 године прелази у европу, када потписује уговор са литванским клубом Шијаолијај. 2015 године се враћа у своју матичну државу. У истој годину он се поново враћа у Литванији и потписује уговор sa Гранитасом. Године 2016 у зимском прелазном року он прелази у Јагодину.
Од 2013 до 2014 године он је био капитен младе реппрезентације до 21 годину Киргистана. Од 2015 он је репрезентативац сениорске репрезентације Киргистана. Прву утакмицу за Киргистан је одиграо у квалификацијама за Светско првенство у фудбалу 2018. у Русији, против Бангладеша. .

## Статистика
| Тим       | Година | Наступи | Голови |
| --------- | ------ | ------- | ------ |
| Киргистан | 2015.  | 3       | 0      |
| Киргистан | 2016.  | 5       | 1      |
| Киргистан | 2017.  | 2       | 0      |
| Укупно    | Укупно | 10      | 1      |

- Ажурирано 17. октобара 2017. године[4]